# Universitatea Paris-Est-Créteil-Val-de-Marne
Universitatea Paris-Est-Créteil-Val-de-Marne, numită și „Paris-XII” (prescurtat UPEC), este o universitate multidisciplinară franceză. Este situată în Île-de-France în trei departamente: Val-de-Marne, Seine-et-Marne și Seine-Saint-Denis. Universitatea din Paris-XII a fost creată prin decretul din 21 martie 1970, după divizarea Universității din Paris.
UPEC reunește treisprezece facultăți, institute și școli, precum și un observator și o școală asociată. Sediul principal al universității, precum și sediul acesteia sunt situate în Créteil. Din 2007, UPEC este membru fondator al clusterului de cercetare și învățământ superior al Universității Paris-Est, care a devenit, în 2014, o comunitate de universități și instituții.
Universitatea Paris-Est-Créteil-Val-de-Marne are următoarele facultăți:
- Facultatea de Administrație și Schimburi Internaționale,
- Facultatea de Drept,
- Facultatea de Litere, Limbi și Științe Umane (LLSH),
- Facultatea de Medicină,
- Facultatea de Științe Economice și Management,
- Facultatea de Științe ale Educației, Științe Sociale, Științe și Tehnici ale Activităților Fizice și Sportive,
- Facultatea de Științe și Tehnologie

Din universitate mai fac parte:
- Institutul de Studii Politice Fontainebleau
- Institutul de Urbanism
- Institutul Universitar de Tehnologie din Créteil-Vitry,
- Institutul de Tehnologie din Sénart-Fontainebleau,
- Institutul Gustave Eiffel de Administrare a Afacerilor
- Școala publică de ingineri digitali și de sănătate
- Institutul Național Superior de Predare și Educație
- Școala Națională Veterinară,
- Observatorul Științelor Universului.